# 康斯坦丁·邓巴
康斯坦丁·邓巴（德語：Konstantin Dumba，1856年6月17日—1947年1月6日），是奥匈帝国时期的外交官、政治家和作家。邓巴作为帝国当时唯一一位资产阶级出身的外交官，曾于1913年3月4日至1915年11月4日期间担任帝国驻美国特命全权大使，后因在一战期间被美国政府指控从事间谍活动而遭到驱逐。